# براهین
براهین (به لاتین: Brahin) یک منطقهٔ مسکونی در بلاروس است که در منطقه گومل واقع شده‌است. براهین ۳٬۷۰۰ نفر جمعیت دارد.